# Censo de los Estados Unidos de 1880
El censo de Estados Unidos de 1880 fue el décimo censo realizado en Estados Unidos. Se llevó a cabo el 1 de junio de 1880 y dio como resultado una población de 50 189 209 habitantes. Esta es la primera ocasión en que el país registra una ciudad con más de un millón de habitantes: Nueva York.

## Realización
Este fue el primer censo cuya elaboración no fue encargada al Cuerpo de Alguaciles de Estados Unidos. En su lugar se creó un cuerpo de supervisores encargados de la administración del proceso y se reclutó a personal dedicado a la recolección de los datos. Como superintendente del censo se nombró a Francis Amasa Walker. Las preguntas que se realizaron fueron:
- Nombre
- Raza (blanco, negro, indio o chino)
- Sexo
- Edad
- Informar el mes de nacimiento en caso de tener menos de un año de edad
- Relación con el jefe de familia
- Informar si la persona es soltera
- Informar si la persona se ha casado
- Informar si la persona ha enviudado o se ha divorciado
- Informar si la persona se casó en el último año
- Profesión, ocupación o rama comercial
- Número de meses en que la persona ha estado empleada en el último año
- Informar si al momento de ser censada la persona estaba enferma o era incapáz de asistir al trabajo. E informar de la enfermedad padecida
- Informar si la persona es ciega, sorda, muda, idiota o loca
- Informar si la persona está mutilada, lisiada, postrada o padece alguna otra discapacidad
- Informar si la persona asistió a la escuela en el último año
- Informar si la persona no sabe leer o no sabe escribir
- Informar su lugar de nacimiento y el de sus padres

Adicionalmente al cuestionario demográfico se autorizó realizar otras cuatro listas de datos. Una dedicada a datos de enfermedad y mortandad; dos censos económicos, uno sobre la agricultura y otro sobre la manufactura. Y la quinta lista dedidacada a estadísticas sociales, cuya recolección fue asignada a agentes especializados y no a los censistas. El trabajo de procesar la información del censo tardó ocho años, con la publicación de los últimos datos en 1877. Este retraso en la entrega de las sumatorias llevó a que el gobierno estadounidense buscara nuevas formas de contabilizar los datos con mayor velocidad. De los números de este censo resultó el primer ejemplo conocido de la paradoja de Alabama.

## Resultados
| Posición | Estado               | Población |
| -------- | -------------------- | --------- |
| 1        | Nueva York           | 5 082 871 |
| 2        | Pensilvania          | 4 282 891 |
| 3        | Ohio                 | 3 198 062 |
| 4        | Illinois             | 3 077 871 |
| 5        | Misuri               | 2 168 380 |
| 6        | Indiana              | 1 978 301 |
| 7        | Massachusetts        | 1 783 085 |
| 8        | Kentucky             | 1 648 690 |
| 9        | Míchigan             | 1 636 937 |
| 10       | Iowa                 | 1 624 615 |
| 11       | Texas                | 1 591 749 |
| 12       | Tennessee            | 1 542 359 |
| 13       | Georgia              | 1 542 180 |
| 14       | Virginia             | 1 512 565 |
| 15       | Carolina del Norte   | 1 399 750 |
| 16       | Wisconsin            | 1 315 497 |
| 17       | Alabama              | 1 262 505 |
| 18       | Misisipi             | 1 131 597 |
| 19       | Nueva Jersey         | 1 131 116 |
| 20       | Kansas               | 996 096   |
| 21       | Carolina del Sur     | 995 577   |
| 22       | Luisiana             | 939 946   |
| 23       | Maryland             | 934 943   |
| 24       | California           | 864 694   |
| 25       | Arkansas             | 802 525   |
| 26       | Minnesota            | 780 773   |
| 27       | Maine                | 648 936   |
| 28       | Connecticut          | 622 700   |
| 29       | Virginia Occidental  | 618 457   |
| 30       | Nebraska             | 452 402   |
| 31       | Nuevo Hampshire      | 346 991   |
| 32       | Vermont              | 332 286   |
| 33       | Rhode Island         | 276 531   |
| 34       | Florida              | 269 493   |
| 35       | Colorado             | 194 327   |
| 36       | Distrito de Columbia | 177 624   |
| 37       | Oregón               | 174 768   |
| 38       | Delaware             | 146 608   |
| 39       | Utah                 | 143 963   |
| 40       | Nuevo México         | 119 565   |
| 41       | Dakota del Sur       | 98 268    |
| 42       | Washington           | 75 116    |
| 43       | Nevada               | 62 266    |
| 44       | Arizona              | 40 440    |
| 45       | Montana              | 39 159    |
| 46       | Dakota del Norte     | 36 909    |
| 47       | Idaho                | 32 610    |
| 48       | Wyoming              | 20 789    |

## Ciudades más pobladas
| Posición | Ciudad        | Estado               | Población |
| -------- | ------------- | -------------------- | --------- |
| 1        | Nueva York    | Nueva York           | 1 206 299 |
| 2        | Filadelfia    | Pensilvania          | 847 170   |
| 3        | Brooklyn      | Nueva York           | 566 663   |
| 4        | Chicago       | Illinois             | 503 185   |
| 5        | Boston        | Massachusetts        | 362 839   |
| 6        | San Luis      | Misuri               | 350 518   |
| 7        | Baltimore     | Maryland             | 332 313   |
| 8        | Cincinnati    | Ohio                 | 255 139   |
| 9        | San Francisco | California           | 233 959   |
| 10       | Nueva Orleans | Luisiana             | 216 090   |
| 11       | Cleveland     | Ohio                 | 160 146   |
| 12       | Pittsburgh    | Pensilvania          | 156 389   |
| 13       | Búfalo        | Nueva York           | 155 134   |
| 14       | Washington    | Distrito de Columbia | 147 293   |
| 15       | Newark        | Nueva Jersey         | 136 508   |
| 16       | Louisville    | Kentucky             | 123 758   |
| 17       | Jersey City   | Nueva Jersey         | 120 722   |
| 18       | Detroit       | Míchigan             | 116 340   |
| 19       | Milwaukee     | Wisconsin            | 115 587   |
| 20       | Providence    | Rhode Island         | 104 857   |